# Herman Potočnik
Herman Potočnik pseudonim Noordung (Pula, 1892. – Beč, 1929.), slovenski inženjer za raketnu tehnologiju i pionir astronautike.

## Životopis
Herman Potočnik, satnik inženjerijskih postrojbi Austro-Ugarske vojske, jedan od osnivača moderne astronautike. Rodio se 22. prosinca, 1892. godine u Puli, Istra, Hrvatska. Tijekom prvog svjetskog rata služi u Galiciji, Srbiji i Bosni, da bi onda bio premješten na Soču. Nakon završetka rata biva umirovljen iz zdravstvenih razloga. Fascinira ga raketna tehnika te pred kraj 1928. godine objavljuje knjigu: Das Problem der Befahrung des Weltraums - der Raketen-motor (O problemu svemirskog leta - raketni motor).  Radi se o jednom od temeljnih fundamentalnih dijela u kojem se elaborira modularna svemirska postaja, geostacionarna orbita i komunikacijski sateliti. Kao malo koje djelo, ova je knjiga imala je snažan učinak na rusku i njemačku astronautičku grupu. Shrvan tuberkulozom i bijedom, umire, 27. kolovoza, 1929. godine u Beču.  Mnogo godina nakon toga doživljava priznanje za razvoj astronautike, pa se kod izgradnje prve svemirske stanice razmišljalo da ona nosi njegovo ime.

## Kulturno središte europske svemirske tehnologije
Već 2006. godine se Hermanu Potočniku Noordungu u Vitanju otvorila spomen soba, koja je kasnije bila temelj za proširenje na Kulturno središte europske svemirske tehnologije.
Gradnja Kulturnog središta europske svemirske tehnologije (Kulturnega središča evropskih vesoljskih tehnologij – KSEVT) u Vitanju je završena 2012. godine. Otvoren je projekat izvanjsko rađanje iluzije rotiranja i plutanja u bestežinskom stanju. Objekt je prvi stalni postav pod nazivom Herman Noordung: 100 monumentalnih utjecaja otvoren 6. rujna 2012., a na samo otvaranje razvili su još neke ideje o formiranju prostora i umjetnosti. Nastupni se performansi i događaji Orbitalne oscilacije nastavljaju do 22. prosinca 2012., kad će se obilježiti 120 godina od rođenja slovenskoga raketnoga inženjera i pionira svemirskih letova, u Puli. 

## Vanjske poveznice
|  | Zajednički poslužitelj ima još gradiva o temi Herman Potočnik |

- Web stranice o Hermanu Potočniku Noordungu: Home page
- American Institute of Aeronautics and Astronautics o Hermanu Potočniku:   Arhivirana inačica izvorne stranice od 14. prosinca 2006. (Wayback Machine)
- O Potočniku na stranicama Austrian Space Agency (ASA):   Arhivirana inačica izvorne stranice od 27. svibnja 2005. (Wayback Machine)
- Engleski prijevod potočnikove knjige (sažetak):   Arhivirana inačica izvorne stranice od 11. svibnja 2021. (Wayback Machine)
- Potočnikova knjiga The Problem of Space Travel,  u elektroničkom obliku (u cijelosti):   Arhivirana inačica izvorne stranice od 29. prosinca 2021. (Wayback Machine)
- Potočnikova knjiga na hrvatskom (sažetak):   Arhivirana inačica izvorne stranice od 7. veljače 2007. (Wayback Machine)